# Giorgina Pi
Giorgina Pi (Roma, ...) è una regista teatrale e drammaturga italiana.

## Biografia
Nata e cresciuta a Roma, si è laureata al DAMS con una tesi su Ariane Mnouchkine. 
Fondatrice del Collettivo Angelo Mai, con cui anima lo spazio a Roma nel parco di San Sebastiano, dove lavora anche con la compagnia Bluemotion da lei diretta.  Grazie ai suoi spettacoli ha portato in Italia l'opera di Kae Tempest. Nel 2021 il suo spettacolo Tiresias vince tre premi Ubu come miglior attore over 35, miglior disegno sonoro e miglior adattamento di testo straniero.

## Teatrografia

### Prosa
- Bluemotion Petrolio Safari, ideazione e regia di Giorgina Pi (2014)
- Caffettiera blu, di Caryl Churchill, regia di Giorgina Pi (2015)
- Settimo cielo, di Caryl Churchill, regia di Giorgina Pi (2017)
- Non non non non non abbastanza ossigeno, di Caryl Churchill, regia di Giorgina Pi (2018)
- Box clever, di Monsay Whitney, regia di Giorgina Pi (2019)
- Wasted, di Kae Tempest, regia di Giorgina Pi (2019)
- Tiresias, di Kae Tempest, regia di Giorgina Pi (2020)
- Guida immaginaria, di Giorgina Pi e Gabriele Portoghese, regia di Giorgina Pi (2021)
- Sherpa, di Roland Schimmelpfennig, regia di Giorgina Pi (2021)
- Lemnos, di Giorgina Pi e Massimo Fusillo, regia di Giorgina Pi (2022)
- Sogno creatore, testo e regia di Giorgina Pi (2023)
- Pilade, di Pier Paolo Pasolini, regia di Giorgina Pi (2023)
- La tecnologia del silenzio, ideazione e regia di Giorgina Pi (2023)

### Opera lirica
- The Rape of Lucretia, di Benjamin Britten, Spoleto (2021)